# Iiro Tarkki
Iiro Tarkki (ur. 1 lipca 1985 w Rauma) – fiński hokeista, reprezentant Finlandii.
Jego brat Tuomas (ur. 1980) także został bramkarzem hokejowym.

## Kariera
- Lukko U16 (2000–2001)
- Lukko U18 (2001–2002)
- Lukko U20 (2002–2006)
- Lukko (2004/2005)
- Hermes (2004/2005)
- Haukat (2005)
- SaiPa (2006–2009)
  -  SaPKo (2006–2007)
- Blues (2009–2011)

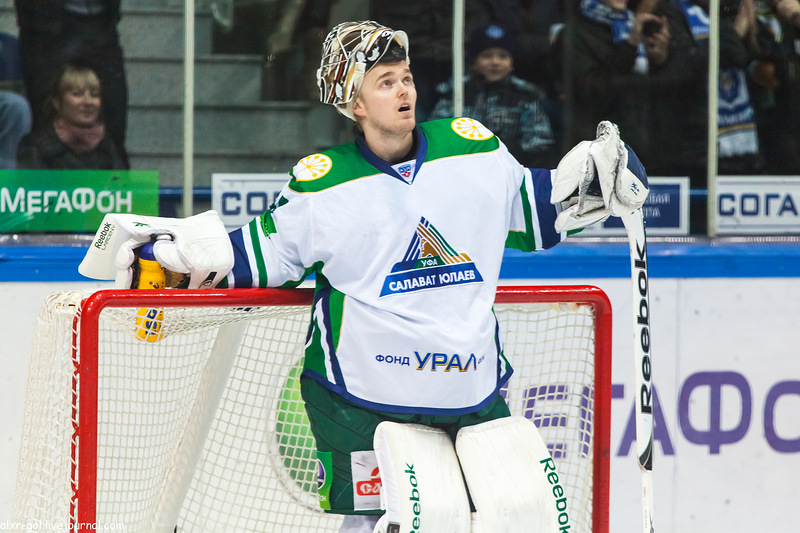
Iiro Tarkki w barwach Saławatu (2012)

- Syracuse Crunch (2011–2012)
- Anaheim Ducks (2012)
- Saławat Jułajew Ufa (2012–2013)
- Linköpings HC (2013–2014)
- Kärpät (2014-2015)

Wychowanek klubu Lukko. Od maja 2012 zawodnik Saławatu Jułajew Ufa. Po czterech meczach sezonu KHL (2013/2014) został zwolniony. Od listopada 2013 zawodnik. Od lipca 2014 zawodnik Kärpät. W grudniu 2015 ogłosił zakończenie kariery zawodniczej.
Uczestniczył w turnieju mistrzostw świata 2010.

## Sukcesy
Klubowe
- Srebrny medal mistrzostw Finlandii: 2011 z Blues
- Złoty medal mistrzostw Finlandii: 2015 z Kärpät

Indywidualne
- KHL (2012/2013): najlepszy bramkarz tygodnia w lutym 2013[6]